# Saber Marionette J: Battle Sabers
Saber Marionette J: Battle Sabers (セイバーマリオネットJ：バトルセイバーズ?, Seibā Marionetto Jei: Batoru Seibazu) è un videogioco picchiaduro a incontri ispirato alla serie anime Saber Marionette J, sviluppato dalla Tom Create, piccola sviluppatrice di software con sede a Tokyo e pubblicato dalla Bandai Visual il 28 marzo 1997 per PlayStation.
Il gioco figura una versione alternativa della sigla dell'anime, ed è stato pubblicato in edizione normale e limitata, con allegati delle action figure e dei ritratti dei personaggi.

## Modalità di gioco
Il giocatore può controllare i personaggi di Lime, Cherry, Bloodberry, le tre Saber Dolls protagoniste dell'anime, oltre che un nuovo personaggio chiamato Apple, e combattere contro la CPU o, tramite un altro controller, un secondo giocatore. All'inizio di ogni incontro, il giocatore ha la possibilità di scegliere due abilità speciali per migliorare il proprio personaggio.